# Кимпурі (комуна)
Кимпурі (рум. Câmpuri) — комуна у повіті Вранча в Румунії. До складу комуни входять такі села (дані про населення за 2002 рік):
- Гура-Веїй (395 осіб)
- Кимпурі (2298 осіб) — адміністративний центр комуни
- Ротілештій-Марі (359 осіб)
- Ротілештій-Міч (330 осіб)
- Фетешть (617 осіб)

Комуна розташована на відстані 183 км на північ від Бухареста, 47 км на північний захід від Фокшан, 140 км на південний захід від Ясс, 117 км на північний захід від Галаца, 99 км на північний схід від Брашова.

## Населення
За даними перепису населення 2002 року у комуні проживали 3999 осіб. Усі жителі комуни рідною мовою назвали румунську.
Національний склад населення комуни:
| Національність | Кількість осіб | Відсоток |
| -------------- | -------------- | -------- |
| румуни         | 3986           | 99,7%    |
| цигани         | 12             | 0,3%     |
| угорці         | 1              | < 0,1%   |

Склад населення комуни за віросповіданням:
| Релігія       | Кількість осіб | Відсоток |
| ------------- | -------------- | -------- |
| православні   | 3745           | 93,6%    |
| старообрядці  | 187            | 4,7%     |
| адвентисти    | 49             | 1,2%     |
| римо-католики | 7              | 0,2%     |
| баптисти      | 4              | 0,1%     |
| бретрени      | 2              | 0,1%     |
| п'ятдесятники | 1              | < 0,1%   |